# Vidas Cinzas
Vidas Cinzas é um curta-metragem brasileiro de 2017, dos gêneros drama e falso documentário, dirigido por Leonardo Martinelli. O filme se passa em um universo distópico, onde o governo federal decide cortar as cores do Rio de Janeiro, deixando a cidade monocromática. 
A obra também conta com depoimentos reais de figuras como Wagner Moura e Gregório Duvivier e de políticos notórios do país, dentre os quais se destacam Marielle Franco, Flávio Bolsonaro e Marcelo Freixo, que opinam  em relação ao corte, que intercalam com as interpretações de cidadãos comuns, incluindo depoimentos de uma idosa, de um morador de rua e de um florista. Vidas Cinzas foi selecionado em diversos festivais ao redor do mundo, recebendo prêmios no Brasil, África e Europa.
Em 2020, o curta-metragem foi exibido gratuitamente na "Mostra Meteoro de Curtas", no canal do YouTube do Meteoro Brasil. A mostra foi ocorreu no canal do YouTube em colaboração com o próprio Leonardo Martinelli, que também ofereceu uma entrevista aos organizadores do canal.

## Sinopse
Um falso documentário sobre a atual crise social, política e econômica no Brasil, onde o governo corta as cores do Rio de Janeiro, deixando a cidade em preto e branco.

## Elenco
| Nome              | Papel          | Nota                                   | Ref.  |
| ----------------- | -------------- | -------------------------------------- | ----- |
| Roxanne Peguet    | Narradora      |                                        | [ 7 ] |
| Wagner Moura      | Ele mesmo      |                                        | [ 7 ] |
| Marielle Franco   | Ela mesma      |                                        | [ 7 ] |
| Marcelo Freixo    | Ele mesmo      |                                        | [ 7 ] |
| Flávio Bolsonaro  | Ele mesmo      |                                        | [ 7 ] |
| Etiene Magalhães  | Ela mesma      | Aposentada                             | [ 7 ] |
| Gregório Duvivier | Ele mesmo      |                                        | [ 7 ] |
| Lindbergh Farias  | Ele mesmo      |                                        | [ 7 ] |
| Petra Costa       | Ela mesma      |                                        | [ 7 ] |
| Glenn Greenwald   | Ele mesmo      | Jornalista; dá a notícia sobre o corte | [ 7 ] |
| Roney Villela     | Ramon Villela  | Florista                               | [ 7 ] |
| Claudio Vieira    | Claudio Santos | Mendigo                                | [ 7 ] |
| Ciara Ní Longaigh | Jornalista     | Dá a notícia sobre o corte             | [ 7 ] |
| Ricardo Brandão   | Congressista   | Autor da lei                           | [ 7 ] |